# Édouard Duval de Beaulieu de Blaregnies
Pour les articles homonymes, voir Duval.
Édouard Hubert Duval de Beaulieu de Blaregnies, longtemps connu sous le nom de Duval de Beaulieu, qui est celui de sa famille, est un général belge né le 17 mai 1789 à Mons. Il est le fils de Constant Duval de Beaulieu et le père d'Edgard du Val de Beaulieu.

## Biographie

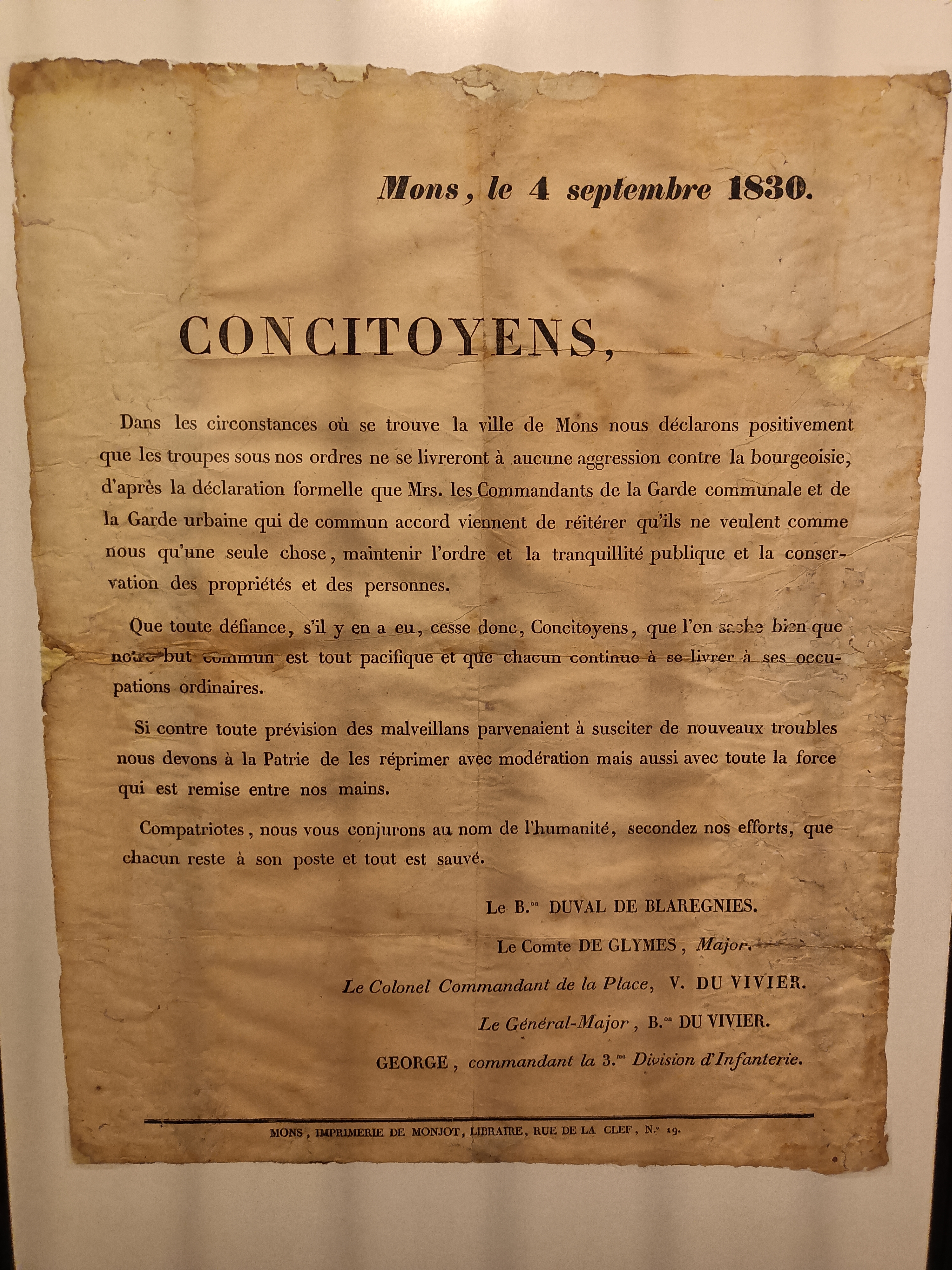
Affiche montoise de septembre 1830 signée par Beaulieu de Blaregnies.

Entré au service de la France en 1804, il prend pendant dix ans une part active aux mémorables campagnes de l'armée française, dans les rangs de laquelle il passe successivement du grade de sous-lieutenant à celui de chef d'escadron. Lors de son passage à Mons, à l'époque de son couronnement, Napoléon Ier le désigne pour entrer dans les Pages, d'où il passe, en 1806, dans le 10e hussards en qualité de sous-lieutenant, puis dans le 5e régiment de hussards avec le même grade. Il fait les campagnes de Prusse et de Pologne, est blessé à Tilsitt ; envoyé en Espagne en 1808, il a deux chevaux tués sous lui dans cette campagne ; rappelé à l'armée du Nord, nommé lieutenant, puis capitaine, il se distingue pendant toute la campagne de Russie. Décoré sur le champ de bataille de la Moskova et nommé officier de la Légion d'honneur à Leipzig, il se distingue parmi les plus braves dans la campagne de France, le 17 mars 1814, à l'affaire d'Épernay, chargeant contre les Russes, que les habitants de la ville tiennent seuls en échec depuis deux jours, il est atteint d'un coup de feu et de deux coups de lance portés par un cosaque. Puis il est attaché comme capitaine au 3e régiment des gardes d'honneur.
Nommé chef d'escadron, en 1814, il quitte le service de la France pour celui des Pays-Bas, est nommé major du 5e de dragons, lieutenant-colonel, en 1819, dans le 3e cuirassiers, et peu après donne sa démission et ne reprend du service qu'après l'affranchissement de la Belgique.
Général de brigade lors des événements de 1830, les Montois le nomment commandant supérieur de la garde urbaine, et deux mois plus tard général commandant militaire de la Province de Hainaut de 1841 à 1843.
Lieutenant-général et doyen des généraux de l'armée belge, il est mis en disponibilité en 1841 puis à la retraite en 1843.
Le général du Val de Beaulieu est commandeur de la Légion d'honneur et officier de l'Ordre de Léopold.
Il décède à Bruxelles le 1er avril 1873, à l'âge de 83 ans.

## Source
- « Édouard Duval de Beaulieu de Blaregnies », dans Charles Mullié, Biographie des célébrités militaires des armées de terre et de mer de 1789 à 1850, 1852 [détail de l’édition]